# Gleneagle
Gleneagle è un centro abitato (census-designated place) degli Stati Uniti d'America, situato nella contea di El Paso dello Stato del Colorado. Nel censimento del 2000 la popolazione era di 4.246 abitanti.

## Geografia fisica
Secondo i rilevamenti dell'United States Census Bureau, Gleneagle si estende su una superficie di 6,4 km².